# گابریل آلوز
گابریل آلوز (انگلیسی: Gabriel Álvez؛ زادهٔ ۲۶ دسامبر ۱۹۷۴) بازیکن فوتبال اهل اروگوئه است.
از باشگاه‌هایی که در آن بازی کرده‌است می‌توان به باشگاه فوتبال پاچوکا، باشگاه ورزشی دفنسور، اتلتیکو ایندپندینته، باشگاه فوتبال ناسیونال اروگوئه و المپیاکوس، باشگاه فوتبال ناسیونال اروگوئه و باشگاه فوتبال ناسیونال اروگوئه و تیم ملی فوتبال اروگوئه اشاره کرد.
وی همچنین در تیم ملی فوتبال Uruguay بازی کرده‌است.